# Guillaume II de Dampierre
Pour les articles homonymes, voir Guillaume de Dampierre et Gauthier II.
Guillaume II, né en 1196, mort le 3 septembre 1231, est seigneur de Dampierre de 1216 à 1231, seigneur de Beaumont (Hainaut) du droit de sa femme de 1223 à 1231 et connétable de Champagne. Il est le fils de Guy II, connétable de Champagne et seigneur de Dampierre, de Bourbon et de Montluçon et de Mathilde, dame de Bourbon.
Son frère aîné Archambaud VIII, hérité de la seigneurie de Bourbon, tandis qu'il hérite de Dampierre. Dans le comté de Flandre, il est connu comme le régent « Willem I (Guillaume I) van Dampierre ».
Pour régler les différends entre les enfants des deux lits de Marguerite II, le roi de France Louis IX donne le comté de Flandre aux Dampierre et le comté de Hainaut aux Avesnes.

## Mariages et descendance
Il épousa en 1223 Marguerite II (1202 † 1280), obligée de se séparer de son premier mari Bouchard d'Avesnes, dame de Beaumont (Hainaut), puis comtesse de Flandre et de Hainaut à partir de 1244. Ils eurent cinq enfants :
- Jeanne, mariée en 1239 à Hugues III de Rethel († 1243), comte de Rethel, puis en 1243 à Thiébaut II († 1291), comte de Bar ;
- Guillaume III (1224 † 1251), comte de Flandre et seigneur de Courtrai ;
- Gui (1225 † 1305), comte de Flandre et margrave de Namur ;
- Jean Ier († 1258), seigneur de Dampierre, vicomte de Troyes et connétable de Champagne, qui continue les sires de Dampierre et de St-Dizier ; mari de Laure fille de Mathieu II de Lorraine ;
- Marie († 1302), religieuse à l'abbaye cistercienne d'Orchies.